# Esquirol-antílop
Els esquirols-antílop (Ammospermophilus) són un gènere de rosegadors esciüromorfs de la família dels esciúrids que es troben als Estats Units i Mèxic. El nom genèric Ammospermophilus significa ‘Spermophilus de sorra’ en llatí.

## Taxonomia
- A. harrisii
- A. interpres
- A. leucurus
- A. nelsoni